# Cnemolia guttatoides
Cnemolia guttatoides là một loài bọ cánh cứng trong họ Cerambycidae.